# Mount Flagstaff
De Mount Flagstaff is een 370 meter hoge berg waarvan de top op de grens ligt van het land Sint Maarten en de Collectivité de Saint-Martin. Mount Flagstaff is niet het hoogste punt van het eiland Sint Maarten, dat is met 424 meter de anderhalve kilometer noordelijker gelegen Pic Paradis, in het Franse territorium en eilanddeel.
De Flagstaff is het hoogste punt van het land Sint Maarten. De hoogste berg die zich op het eiland volledig op het grondgebied van het Koninkrijk der Nederlanden bevindt is de Sentry Hill.